# George Lees (cầu thủ bóng đá)
George Charles Lees (25 tháng 6 năm 1924 – 23 tháng 2 năm 1988) là một cầu thủ bóng đá nghiệp dư người Anh thi đấu ở vị trí hậu vệ từng thi đấu cho đội bóng Đan Mạch Boldklubben Frem trong 9 năm, có 163 lần ra sân, ghi 2 bàn thắng. Năm 1956 Lees trở thành cầu thủ ngoại quốc đầu tiên thi đấu trong trận chung kết Cúp bóng đá Đan Mạch.